# Dethklok
Dethklok ist eine fiktive skandinavisch-US-amerikanische Melodic-Death-Metal-Band, die Star der US-amerikanischen Zeichentrickserie Metalocalypse ist. Es existiert außerdem ein Line-up mit realen Musikern.

## Bandgeschichte (Zeichentrickserie)
Die Serie Metalocalypse wurde 2006 von Brendon Small und Tommy Blacha entworfen und wird auf dem US-amerikanischen Sender Cartoon Network als ein Teil der Seriensammlung Adult Swim immer in der Nacht von Samstag auf Sonntag ausgestrahlt. Sie behandelt die fiktiven Abenteuer einer erfolgreichen skandinavisch-US-amerikanischen Band, die riesige Macht über ihre Fans hat, und von einer Sekte namens The Tribunal verfolgt wird. Die fiktiven Musiker sind weltlichen Musikern nachempfunden und stellen Archetypen dar. So basiert Sänger Nathan Explosion auf George „Corpsegrinder“ Fisher von Cannibal Corpse, ähnelt aber auch zu einem gewissen Teil Glenn Danzig und Conan. Gitarrist Skwisgaar Skwigelf ist an Yngwie Malmsteen angelehnt. Der Schlagzeuger Pickles wiederum basiert auf dem musikalischen Stil von Roger Taylor und dem realen Musiker Devin Townsend.
Von der Serie wurden bisher vier Staffeln gedreht, die sehr erfolgreich in den USA ausgestrahlt wurden. Seit dem 29. Juni 2010 läuft die Serie erstmals auch in Deutschland. Metalocalypse wird in dem Adult Swim Programmblock auf TNT Serie im Zweikanalton ausgestrahlt. Als deutsche Gast-Synchronstimmen sind unter anderem Doro Pesch, Alf Ator von Knorkator, Marcel „Schmier“ Schirmer von Destruction und Miland „Mille“ Petrozza von Kreator mit dabei.
Die deutsche Fassung wurde von TV+Synchron Berlin produziert.

## Reale Band

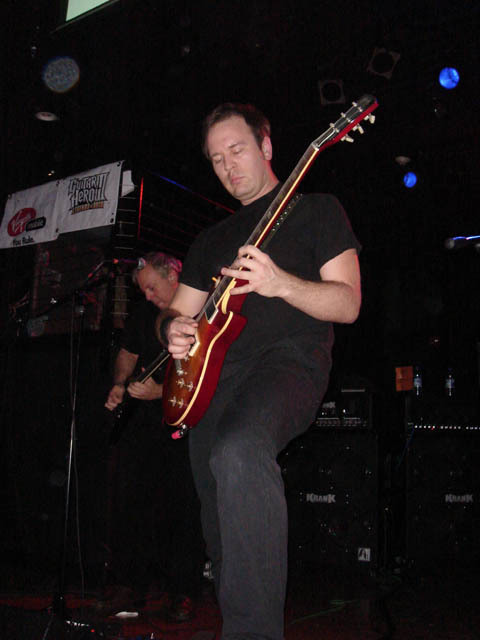
Brendon Small

2007 wurde das Album The Dethalbum veröffentlicht, welches, wie bereits die Musik in der Serie, von Brendon Small komponiert und eingespielt wurde. Unterstützt wurde er dabei von Schlagzeuger Gene Hoglan und Geigerin Emilie Autumn sowie Tommy Blacha, dem Co-Creator, der Serie. Das Album erreichte Platz 21 der US-Billboard-Charts.
Lieder der Band wurden im Soundtrack zu Saw III und im Spiel Guitar Hero II sowie auch Guitar Hero: Warriors of Rock eingesetzt.
2008 fand eine Tour im Stil der fiktiven Band Gorillaz statt. Zu diesem Zweck wurden neben Gene Hoglan Gitarrist Mike Keneally und Bassist Bryan Beller angeworben. Die Tour führte die Band an verschiedene Colleges. Als Support spielten …And You Will Know Us by the Trail of Dead. Die meisten Shows waren ausverkauft. Für die meisten ihrer Shows verlangte die Band keinen Eintritt.
Das zweite Album der Band, The Dethalbum II, wurde am 9. September 2009 über Williams Street Records veröffentlicht. Es gab eine Standard-Version, eine Deluxe-Version mit einer zusätzlichen DVD und eine Download-Version. Auf der DVD der Deluxe-Version ist eine 52-minütige Dokumentation über die 2008er Dethklok-Tour zu sehen.

## Diskografie
- 2007: The Dethalbum
- 2009: Dethalbum II
- 2012: Dethalbum III
- 2013: The Doomstar Requiem
- 2023: Dethalbum IV